# John Nash (architetto)
John Nash (Lambeth, 18 gennaio 1752 – Cowes, 13 maggio 1835) è stato un urbanista e architetto inglese, tra i massimi rappresentanti del genere pittoresco.

## Biografia
Eclettico ed esperto conoscitore dell'architettura neoclassica e del gusto neogotico (da cui prendeva diversi elementi sia a livello planimetrico/compositivo che ornamentale), Nash era votato alle trasformazioni su larga scala, piuttosto che all'elaborazione dei dettagli, la sua opera principale è il piano del Regent's Park e di Regent Street a Londra, avviati nei primi anni dell'Ottocento. In particolare la seconda opera, che consisteva nel collegare due punti importanti della città tramite la costruzione della sinuosa via che conosciamo tutt'oggi (per ridurre gli espropri, mantenne quasi tutto l'impianto originale, limitandosi ad allineare i fronti stradali abbellendoli con elementi neoclassici che diedero "unità compositiva" alla via).
Nonostante un linguaggio eclettico e tendente al revival (come detto, utilizzava elementi gotici, neoclassici o anche provenienti da tradizioni vernacolari locali), Nash era comunque aperto all'utilizzo di materiali e soluzioni formali moderne: progettò ad esempio il padiglione reale di Brighton nel 1818 utilizzando una struttura in ghisa (sempre più usata nell'ediliza comune, visto e considerato che la rivoluzione industriale favoriva le innovazioni tecniche anche nel campo edile).
Si spense ad 83 anni nel castello che aveva fatto costruire per se stesso sull'isola di Wight, il Castello East Cowes (ove soggiornarono personaggi illustri come William Turner, ma che venne malauguratamente demolito negli anni sessanta del Novecento).

## Opere principali
- Buckingham Palace
- Regent's Park
- Regent Street
- Marble Arch
- Oxford Circus
- Cumberland Terrace
- Rinnovamento degli edifici del Jesus College (Università di Oxford), per i quali non chiese un compenso remunerativo, bensì che venisse appeso un suo ritratto nella hall d'ingresso